# Кобызевский
Кобызевский — хутор в Шолоховском районе Ростовской области России.
Входит в состав Колундаевского сельского поселения.

## География
Расстояние до районного центра с учётом доступа транспортом — 20 км.

## Население
| 2010 | 2014 | 2015 |
| ---- | ---- | ---- |
| 218  | ↗229 | ↗235 |

## Улицы
- ул. Молодёжная,
- ул. Набережная,
- ул. Садовая.